# La grande abbuffata
La grande abbuffata (bra: A Comilança; prt: A Grande Farra) é um filme franco-italiano de 1973, do gênero comédia dramática, dirigido por Marco Ferreri.

## Sinopse
Quatro homens de meia-idade e bem-sucedidos decidem se refugiar em uma mansão para cumprir uma missão: comer até morrer.

## Elenco
- Marcello Mastroianni .... Marcello
- Michel Piccoli .... Michel
- Philippe Noiret .... Philippe
- Ugo Tognazzi .... Ugo
- Andréa Ferréol ....Andrea
- Solange Blondeau .... Danielle
- Florence Giorgetti .... Anne
- Michèle Alexandre .... Nicole
- Monique Chaumette .... Madeleine
- Henri Piccoli .... Hector
- Louis Navarre .... Braguti
- Bernard Menez .... Pierre
- Cordelia Piccoli .... Barbara
- Maurice Dorléac
- Simon Tchao
- Jérôme Richard

## Prêmios e indicações
Festival de Cannes (França)
- Venceu - Prêmio FIPRESCI[3]
- Indicado - Palma de Ouro[4]